# Білопільська сільська рада (Локачинський район)
Білопільська сільська рада — колишня адміністративно-територіальна одиниця та орган місцевого самоврядування у Локачинському районі Волинської області з адміністративним центром у с. Білопіль.
Припинила існування 14 січня 2019 року через об'єднання в Привітненську сільську громаду Волинської області. Натомість утворено Білопільський старостинський округ при Привітненській сільській громаді.

## Населені пункти
Сільській раді підпорядковувались населені пункти:
- с. Білопіль
- с. Кути

## Населення
За переписом населення України 2001 року в сільській раді мешкали 494 особи.

### Мова
Розподіл населення за рідною мовою за даними перепису 2001 року:
| Мова       | Відсоток |
| ---------- | -------- |
| українська | 99,60 %  |
| білоруська | 0,20 %   |
| російська  | 0,20 %   |

## Склад ради
Рада складається з 14 депутатів та голови.

## Керівний склад сільської ради
| ПІБ                      | Основні відомості                                                                     | Дата обрання | Дата звільнення |
| ------------------------ | ------------------------------------------------------------------------------------- | ------------ | --------------- |
| Шевчук Афанасій Іванович | Сільський голова, 1957 року народження, освіта, член Української Народної Партії      | 26.03.2006   | 31.10.2010      |
| Шевчук Афанасій Іванович | Сільський голова, 1957 року народження, освіта вища, член Української Народної Партії | 31.10.2010   |                 |

Примітка: таблиця складена за даними джерела